# Vanessa Paradis (album)
Albums de Vanessa Paradis
Variations sur le même t'aime
(1990) Vanessa Paradis Live
(1994)
Singles
1. Be My Baby[2]
Sortie : 1 septembre 1992
2. Sunday Mondays[3]
Sortie : janvier 1993
3. Just as long as you are there[4]
Sortie : juin 1993
4. Natural High[5]
Sortie : septembre 1993

Vanessa Paradis est le titre du 3e album de Vanessa Paradis sorti le 21 septembre 1992.
Toutes les chansons ont été écrites par Lenny Kravitz avec son complice musical Henry Hirsch. Y figure également une reprise de Lou Reed : I'm Waiting for the Man. Pour la première fois, Vanessa chante l'intégralité d'un album en anglais. Lenny Kravitz a joué tous les instruments sur l'album.
L'album a rencontré le succès en France, où il a été certifié disque de platine et a connu un succès plus relatif à l'étranger (Royaume-Uni, Suède, Autriche, Belgique, Suisse, Pays-Bas, Allemagne).
Au terme de son exploitation, l'opus s'est écoulé à 1 200 000 exemplaires dans le monde.

## Sortie
Vanessa Paradis est le seul album de Vanessa qui ait bénéficié d'une sortie mondiale simultanée le 21 septembre 1992. Il n'y a qu'en Asie que l'album sort plus tard, en octobre.

## Chansons
| No  | Titre                                 | Paroles                      | Musique                                 | Durée |
| --- | ------------------------------------- | ---------------------------- | --------------------------------------- | ----- |
| 1.  | Natural high                          | Lenny Kravitz                | Lenny Kravitz                           | 3:18  |
| 2.  | I'm Waiting for the Man               | Lou Reed                     | Lou Reed                                | 3:25  |
| 3.  | Silver and Gold                       | Lenny Kravitz                | Lenny Kravitz                           | 2:41  |
| 4.  | Be My Baby                            | Gerry DeVeaux, Lenny Kravitz | Lenny Kravitz                           | 3:39  |
| 5.  | Lonely Rainbows                       | Lenny Kravitz                | Henry Hirsch, Lenny Kravitz             | 2:47  |
| 6.  | Sunday Mondays                        | Lenny Kravitz                | Henry Hirsch, Lenny Kravitz             | 3:53  |
| 7.  | Your Love Has Got a Handle On My Mind | Lenny Kravitz                | Lenny Kravitz                           | 3:58  |
| 8.  | The Future Song                       | Lenny Kravitz                | Lenny Kravitz                           | 4:54  |
| 9.  | Paradis                               | Vanessa Paradis              | Lenny Kravitz                           | 3:02  |
| 10. | Just as long as you are there         | Lenny Kravitz                | Henry Hirsch, Lenny Kravitz             | 3:23  |
| 11. | Gotta Have It                         | Henry Hirsch, Lenny Kravitz  | Henry Hirsch, Lenny Kravitz, Craig Ross | 2:15  |

En Europe, la liste des titres compte 11 chansons avec Gotta Have It. Elle est absente sur les pressages des autres continents à cause de problèmes liés aux droits d'édition.

## Singles
- Be My Baby : septembre 1992
- Sunday Mondays : Janvier 1993
- Just as long as you are there : Juin 1993
- Natural high : Septembre 1993

## Crédits
| - Tony Breit - basse - Debbe Cole - chœurs (Be My Baby) - David Domanich - ingénieur son - Jamal Haines - trombone (Sunday Mondays) - Henry Hirsch - arrangement des cordes, basse, clavecin, ingénieur son, orgue, mixage, piano, Wurlitzer - Judith Hobson-Mitchell - chœurs (Just As Long As You Are There) - Huart/Cholley - design - Michael Hunter - trompette (Paradis) - Lenny Kravitz - arrangement des cordes, arrangement des cuivres, arrangement vocal, basse, batterie, chœurs, Fender Rhodes, guitare, harmonica, Mellotron, sitar, tambourin - Richard Mitchell - chœurs (Just As Long As You Are There) - Jean-Baptiste Mondino - photographie | - B.J. Nelson - chœurs (Be My Baby) - Didier Pain - producteur exécutif - Vanessa Paradis - chant, chœurs, tambourin (Sunday Mondays) - Antoine Roney - saxophone (Paradis) - Craig Ross - guitare - Angie Stone - chœurs (I'm Waiting for the Man & Just As Long As You Are There). Quintette à cordes sur Natural High, Be My Baby, Lonely Rainbows & Your Love Has Got A Handle On My Mind - Eric Delente - violon - Soye Kim - violon - Sarah Adams - alto - Allen Whear - violoncelle - John Whitfield - violoncelle |

## Supports
- France et Europe : 33 tours, K7, CD et DCC.
- Grèce et Espagne : ces deux pays éditent chacun un 33 tours spécifique à leur pays.
- États-Unis : K7, CD et DCC. La K7 a une tranche et un verso différents du pressage européen. Le CD a été vendu à sa sortie dans un emballage long-box en carton ou indépendamment. Le CD est de couleur orange contrairement à celui des pressages européens qui est gris. La DCC, spécifique à ce pays par sa K7 orange sans Gotta Have It, a également été vendu en Angleterre. Il existe des K7 promotionnelles de l'album, soit avec 4 titres ou en intégralité.
- Canada : K7 et CD.
- Japon : CD et DCC. Le CD a été réédité 2 fois (en 2000 et en 2006). En décembre 2008, il a eu droit à une édition en SHM CD (Super High Material CD). Un nouveau format qui veut être imposé localement. La DCC existe aussi en pressage promotionnel.
- Corée du Sud : 33 tours, K7 et CD.
- Chine : K7 et CD. Le CD est d'abord sorti avec la référence européenne puis a été réédité avec la référence américaine, sans la chanson Gotta Have It.
- Australie : CD
- Mexique : K7 et CD. Ces supports sont intéressants car la mention 'Incluyo el exito Be My Baby' est imprimée directement sur la pochette.

Contrairement aux albums précédent de Vanessa, celui-ci ne sort pas dans le reste de l'Amérique du Sud.
La Tunisie, l'Algérie, la Pologne, la Turquie, la Russie ou l'Ukraine ont édité des K7 ou CD pirates.

## Tournée
La totalité des chansons a été défendue sur scène au printemps 1993 lors du Natural High Tour. Les versions du concert sont disponibles sur le CD Vanessa Paradis Live qui sort en février 1994.